# Les Dieux et les Morts
Pour plus de détails, voir Fiche technique et Distribution.
Les Dieux et les Morts (Os Deuses e os Mortos) est un film brésilien réalisé par Ruy Guerra, sorti en 1970.

## Synopsis
Au sud de l'état de Bahia dans les années 1930, deux clans de grands propriétaires luttent pour la possession des plantations de cacao au moment où le contrôle britannique sur les prix internationaux des matières premières provoque une dépression économique au Brésil. Un aventurier sans nom et sans histoire, « l'Homme » (Othon Bastos) se fait le témoin de cette lutte atroce sans vainqueurs où le petit peuple des paysans est massacré par les militaires.

## Fiche technique
- Titre original : Os Deuses e os Mortos
- Titre français : Les Dieux et les Morts
- Réalisation : Ruy Guerra
- Scénario : Ruy Guerra, Flávio Império (pt) et Paulo José (pt)
- Image : Dib Lutfi (pt)
- Décors et costumes  : Marcos Weinstock
- Musique : Milton Nascimento
- Montage : Sérgio Sanz (pt) et Ruy Guerra
- Production : K.M. Eckstein, Paulo José, César Thedim
- Pays d'origine : Brésil
- Format : Couleurs - 35 mm - 1,66:1 - Mono
- Genre : drame
- Durée : 97 minutes
- Date de sortie : juin 1970, 20e Festival international du film de Berlin ; 4 décembre 1974, France
- Film interdit aux moins de 18 ans lors de sa sortie en France

## Distribution
- Othon Bastos (pt) : l'Homme
- Norma Bengell : Soledade
- Dina Sfat : la folle
- Ítala Nandi (pt) : Sereno
- Milton Nascimento : Dim Dum
- Vera Bocaiúva : Jura
- Mara Rúbia : une prostituée
- Jorge Chaia : Colonel Santana
- Fredy Kleemann : l'homme en blanc
- Ruy Polanah : Urbano
- Aulo Carvalho
- Nelson Xavier : Valu
- Monsueto : Anjo
- Gilberto Sabóia
- Vinícius Salvatori : Cosme
- Roberto Tavares
- Eduardo Magalhães : Morto 10

## Distinctions
Le film a été présenté à la Quinzaine des réalisateurs, en sélection parallèle du festival de Cannes 1971.